# Parcoul-Chenaud
Parcoul-Chenaud – gmina we Francji, w regionie Nowa Akwitania, w departamencie Dordogne. Została utworzona 1 stycznia 2016 roku z połączenia dwóch wcześniejszych gmin: Chenaud oraz Parcoul. Siedzibą gminy została miejscowość Parcoul. W 2013 roku populacja wyżej wymienionych gmin wynosiła 733 mieszkańców.